# 空桑副金星介
空桑副金星介（学名：Paracypria kungsangae）为副金星介科副金星介屬下的一个种。